# Harmónika
Kelly Harmónika Latin Sunbeam, llamada simplemente Harmónika y nombre artístico de Diego Moreno Lozada (Lima, 1982), es una drag queen peruana.

## Carrera artística
Durante su adolescencia su familia intentó que iniciase una carrera militar. Posteriormente migró a Argentina para trabajar. A inicios de los años 2000 volvió al Perú con la idea de iniciar una carrera en el arte drag.
En 2003 obtuvo el puesto de drag queen residente de la discoteca Valetodo Downtown, tras ganar un concurso donde buscaban artistas que acompañen a Coco Alarcón. En esa ocasión nació su personaje, cuyo nombre tomó en homenaje a la drag queen neoyorquina Armonica. A partir de entonces, hasta 2013 cuando finalizó su relación laboral con la discoteca, fue acompañada por Dorian y Gadfrie con quienes formó un trío drag.
En 2023, Carmen Escobar y el productor Ítalo Carrera presentan Me vestí de reina. Diez historias de vida drag en el Perú, libro que relata lo que significa vivirse drag en la sociedad peruana, y en la cual, una de esas historias es la de Harmónika.
En 2024 fue parte de las entrevistadas para el documental Arde Lima, de Alberto Castro, sobre el arte drag en la capital peruana.

## Filmografía
- Arde Lima (2024)